# Deadly Sting
Albums de Scorpions
Born to Touch Your Feelings
(1995) Still Loving You - The Best of
(1997)
Deadly Sting est une compilation du groupe allemand de hard rock Scorpions sortie le 22 février 1995.

## Liste des titres 1:07:20
| No  | Titre                     | Paroles | Musique | Album        | Durée |
| --- | ------------------------- | ------- | ------- | ------------ | ----- |
| 01. | Coming Home               |         |         | Deadly Sting | 04:56 |
| 02. | Rock You Like A Hurricane |         |         | Deadly Sting | 04:12 |
| 03. | No One Like You           |         |         | Deadly Sting | 03:54 |
| 04. | Lovedrive                 |         |         | Deadly Sting | 04:49 |
| 05. | Bad Boys Running Wild     |         |         | Deadly Sting | 03:53 |
| 06. | I'm Leaving You           |         |         | Deadly Sting | 04:13 |
| 07. | Passion Rules The Game    |         |         | Deadly Sting | 03:57 |
| 08. | China White               |         |         | Deadly Sting | 06:54 |
| 09. | Walking On Edge           |         |         | Deadly Sting | 04:35 |
| 10. | Coast To Coast            |         |         | Deadly Sting | 04:39 |
| 11. | Loving You Sunday Morning |         |         | Deadly Sting | 05:35 |
| 12. | Another Piece Of Meat     |         |         | Deadly Sting | 03:31 |
| 13. | Dynamite                  |         |         | Deadly Sting | 04:11 |
| 14. | Can't Live Without You    |         |         | Deadly Sting | 03:45 |
| 15. | Edge Of Time              |         |         | Deadly Sting | 04:16 |

Source des titres et durées.